# إسكاثينا ديل كامبو
بلدية إسكاثينا ديل كامبو (بالإسبانية: Escacena del Campo) هي بلدية تقع في مقاطعة ولبة التابعة لمنطقة أندلوسيا جنوب إسبانيا.

## الديموغرافيا
بلغ عدد سكان بلدية إسكاثينا ديل كامبو 2.077 نسمة عام 2011 (وفقاً للمعهد الوطني الإسباني للإحصاء).
| 2.226 | 2.202 | 2.140 | 2.182 | 2.154 | 2.075 | 2.077 |